# Метју Рис
Метју Рис (енгл. Matthew Rees; 9. децембар 1980) професионални је рагбиста и репрезентативац Велса, који тренутно игра за Кардиф блузсе. Са 61 утакмицом одиграном за репрезентацију Велса, рекордер је када су у питању талонери. Целу професионалну каријеру провео је у Велсу. У келтској лиги играо је за Келтик вориорсе и Скарлетсе (5 есеја, 182 утакмице), а сада игра за Кардиф. Дебитовао је за Велс против САД у тест мечу 2005. Био је део британских и ирских лавова на турнеји 2009, у Јужноафричкој Републици. 2011, предводио је као капитен Велс у купу шест нација. Пропустио је због повреде врата, светско првенство на Новом Зеланду 2011. Октобра 2013, утврђено је да је оболео од рака тестиса, па је привремено престао да игра рагби.